# Teofilów (Nowa Krępa)
Teofilów – część wsi Nowa Krępa w Polsce, położona w województwie mazowieckim, w powiecie garwolińskim, w gminie Sobolew.
Do 1954 część wsi Teofilów, którą 1 stycznia 1990 włączono do Sobolewa.
W latach 1975–1998 Teofilów administracyjnie należał do województwa siedleckiego.